# Liophryne rubra
Liophryne rubra är en groddjursart som beskrevs av Richard G. Zweifel 2000. Liophryne rubra ingår i släktet Liophryne och familjen Microhylidae. IUCN kategoriserar arten globalt som otillräckligt studerad. Inga underarter finns listade i Catalogue of Life.